# Pasmo S
Pasmo S (ang. S band) — fragment widma fal elektromagnetycznych w zakresie promieniowania mikrofalowego o częstotliwościach od 2 do 4 GHz położone po obu stronach umownej granicy 3 GHz pomiędzy UHF i SHF.

## Wykorzystanie pasma
- Niektóre satelity telekomunikacyjne zwłaszcza te należące do NASA i używane do łączności z wahadłowcami i Międzynarodową Stacją Kosmiczną ISS.
- 10-centymetrowe systemy radarowe (zakres częstotliwości pracy od 1,55 do 5,2 GHz).
- Radary meteorologiczne
- W Stanach Zjednoczonych używane przez satelitarne rozgłośnie radiowe standardu DARS. Zakres częstotliwości pracy od 2,31 do 2,36 GHz, obecnie wykorzystywany przez dwie rozgłośnie Sirius Satellite Radio i XM Satellite Radio.
- W niektórych krajach obok typowego do tych zastosowań pasma Ku używane do przesyłania sygnałów telewizji satelitarnej. Zakres częstotliwości pracy od 2,5 do 2,7 GHz.
- Bezprzewodowe sieci komputerowe standardu WiFi. Sieci te pracują na częstotliwości 2,4 GHz zgodnie ze standardem IEEE 802.11. W Polsce jak i całej Europie ta część pasma nie podlega koncesjom, gdyż należy do przedziału częstotliwości ISM (Industrial, Scientific, Medical) co umożliwia budowanie bezprzewodowych sieci bez zezwoleń. Wadą tego pasma są zakłócenia generowane przez wykorzystujące je urządzenia, takie jak kuchenki mikrofalowe.
- Tę samą część pasma wykorzystują inne komputerowe sieci bezprzewodowe standardu WiMAX zgodnej ze standardem  IEEE 802.16, chociaż producenci urządzeń do ich budowy skłaniają się do przesunięcia ich częstotliwości pracy w górną część pasma S do 3,5 GHz. Dokładne częstotliwości pracy sieci WiMAX są różne w zależności od kraju.

## Inne standardy pasma S
Pojęcia pasma S jest również używane przy łączności optycznej do określania fal światła widzialnego o długościach od 1450 do 1490 nm.